# Ernsdorf (Prien am Chiemsee)
Ernsdorf ist ein Gemeindeteil des Marktes Prien am Chiemsee im Landkreis Rosenheim.

## Geschichte
An der Stelle des heutigen Ernsdorf ist als „Errattesdorf“ um 963 eine Siedlung urkundlich nachgewiesen. Spätere belegte Namen sind Ernstorf (1184/1186), Ernndorf (1528), Ernnstorff (1554) sowie Ehernstorf (1811). Damit ist der Ortsteil Ernsdorf deutlich älter als der Markt Prien selbst, der sich auf die Urkunde von 1158 beruft.
Der Name geht wohl auf den Personennamen Ernust (Ernst).
In dem südöstlich des Ortskerns leicht erhöht gelegenen Gemeindeteil befinden sich noch heute einige der älteren Höfe und Häuser, so etwa die Anwesen (Nennung jeweils der letzten gebräuchlichen Namen, dazu frühere Erwähnungen):
- „Schwarz“: 15. Jahrhundert „Weusl“, 1544 „Weißenlehen“[4]
- „Hiendl“: vermutlich 14. Jahrhundert[5]
- „Schneider“: 16./17. Jahrhundert „Griggl“ oder „Grieckhl“[6]
- „Binder“: 16./17. Jahrhundert „Kessllehen“ oder „Kheschlehen“, 1625 „Wolfhaimetl“, danach „Kaetan“
- „Gröbner“: Ende des 15. Jahrhunderts nachgewiesen, heutiger Hof erbaut 1792 gemäß Datierung am Firstbaum[7]
- „Regerl“: Ende des 15. Jahrhunderts nachgewiesen, der heutige Hof ist ein Neubau, da der ursprüngliche Hof 1895 einem Feuer zum Opfer fiel[8]
- „Mayer“: Teilanwesen ab ca. 1500 eines der Urhöfe Ernsdorfs[9]
- „Saltner“: Ab ca. 1434 zum Kloster Frauenchiemsee gehörend, der heutige Hof stammt aus dem Jahr 1802[10]
- „Roth“: Bis Ende des 17. Jahrhunderts „Forstlehen“[11]

## Persönlichkeiten
- Clemens Max Eisenberger (1902–1962), Brauereidirektor, wurde in Ernsdorf geboren